# Crime and Dissonance
Albums de Ennio Morricone
Maestro
(2005) Itinerary of a Genius
(2005)
Crime and Dissonance est une compilation de musiques de film du compositeur italien Ennio Morricone. Initialement prévue comme une suite aux deux compilations de Morricone sorties précédemment sur Dagored, l’album a été conçu par Alan Bishop et édité par Ipecac Recordings. Crime and Dissonance est constituée d’œuvres issues de films aux genres variés, sortis entre la fin des années 1960 et le début des années 1980.
Cette compilation se concentre sur les travaux moins connus d’Ennio Morricone, Mike Patton, le fondateur de Ipecac, souhaitant volontairement se distancer des autres compilations similaires. Sortie le 18 octobre 2005, Crime and Dissonance a reçu un accueil critique favorable. L’album a attiré l’attention grâce au style de composition expérimental et innovant d’Ennio Morricone, souvent en contraste avec les sonorités épurées de la musique pour western qu’on lui connait.

## Production
Crime and Dissonance, compilation de musique de film d’Ennio Morricone, a été conçue comme une suite aux deux compilations précédentes sorties de Dagored,,. Toutefois, le label abandonna le projet et Mike Patton d’Ipecac Recording décida de la sortir lui-même.
Morricone n’a eu aucune influence sur le projet, la sélection ayant été faite par Alan Bishop. Bishop s’était déjà occupé des collections Morricone 2000 et Morricone 2001. Les trois compilations recouvrent approximativement une période allant de la fin des années 1960 au début des années 1980, mais se concentrant principalement sur le début des années 1970. Bishop a reçu la liste des films dont les bandes son étaient disponibles pour réaliser ce recueil, il décida de compiler l’ensemble en partant de là. Toutefois, le morceau final sur l’album, une section de 11 minutes tirée de la bande son du film Un uomo da rispettare, n’était pas incluse sur la liste des contenus disponibles. Le projet a été mis en attente pendant que Bishop attendait de recevoir de Sugar Music les droits pour ce morceau.
Mike Patton, le fondateur du label Ipecac Recordings, a décrit l’admiration qu’il avait pour les œuvres de Morricone, pensant que le compositeur pouvait transformer « ce qui pourrait être une chanson pop superficielle et banale en une musique profonde, orchestrée, tendue et surprenante ». Patton considère Morricone comme l’un de ses compositeurs favoris, et voulait lui rendre hommage avec cette compilation. Il a pensé qu’il était « impératif » que Crime and Dissonance se concentre sur les œuvres moins connues de Morricone, complétant ainsi un large catalogue de compilations similaires. Pour parvenir à cette fin, Patton et Bishop se sont concentrés sur les œuvres plus expérimentales de Morricone, que Patton compare à la musique brésilienne tropicália du groupe, Os Mutantes. Patton a loué le travail de Bishop sur ce projet, le qualifiant de « grand érudit de Moriconne », décrivant Crime and Dissonance comme l’une des sorties d’Ipecac dont il était le plus fier.
Le livret de Crime and Dissonance comporte des commentaires du compositeur John Zorn, qui avait déjà réinterprété les œuvres de Morricone sur The Big Gundown. Le titre de l’album reflète l’étendue des genres de film traités, la collection rassemblant des musiques provenant « de films d’horreur, de suspense, de mafia et d’époque », incluant plusieurs pièces tirées du giallo de Dario Argento, L’ucello dalle piume di cristallo. Toutefois, l’album lui-même ne liste que les titres des films, omettant le contexte pour lequel la musique était originellement destinée et laissant ainsi les compositions « parler d’elles-même ».

## Liste des morceaux
Toutes les chansons sont écrites et composées par Ennio Morricone, à l'exception de "Memento", par Morricone et Walter Bianchi, et de "Il Buio", par Morricone et Bruno Nicolai.
| Disque un | Disque un                                    | Disque un                           | Disque un | Disque un | Disque un | Disque un | Disque un | Disque un | Disque un |
| No        | Titre                                        | Film                                | Durée     |           |           |           |           |           |           |
| --------- | -------------------------------------------- | ----------------------------------- | --------- | --------- | --------- | --------- | --------- | --------- | --------- |
| 1.        | Giorno Di Notte                              | Una lucertola con la pelle di donna | 4:43      |           |           |           |           |           |           |
| 2.        | Astratto 3                                   | Veruschka, poesia di una donna      | 1:48      |           |           |           |           |           |           |
| 3.        | Corsa Sui Tetti                              | L’ucello dalle piume di cristallo   | 5:00      |           |           |           |           |           |           |
| 4.        | Ric Happening                                | Metti una sera a cena               | 3:23      |           |           |           |           |           |           |
| 5.        | Memento                                      | L'Istruttoria è chiusa: dimentichi  | 2:38      |           |           |           |           |           |           |
| 6.        | Recreazione Divertita                        | Cuore di mamma                      | 2:59      |           |           |           |           |           |           |
| 7.        | Studio De Colore                             | L'assoluto naturale                 | 1:13      |           |           |           |           |           |           |
| 8.        | Forza G (Quella Donna)                       | Forza G                             | 2:32      |           |           |           |           |           |           |
| 9.        | Placcaggio                                   | Il gatto a nove code                | 2:33      |           |           |           |           |           |           |
| 10.       | Seguita                                      | Gli occhi freddi della paura        | 3:15      |           |           |           |           |           |           |
| 11.       | Postludio Alla Terza Moglie                  | Barbablu'                           | 2:43      |           |           |           |           |           |           |
| 12.       | L'Uccello Con Le Piume Di Cristallo (Titoli) | L’ucello dalle piume di cristallo   | 1:25      |           |           |           |           |           |           |
| 13.       | Il Buio                                      | L'anticristo                        | 4:00      |           |           |           |           |           |           |
| 14.       | Rapimento In Campo Aperto                    | La moglie più bella                 | 1:24      |           |           |           |           |           |           |
| 15.       | Le Fotografie                                | Veruschka, poesia di una donna      | 1:01      |           |           |           |           |           |           |
| 16.       | Spiriti                                      | L’ucello dalle piume di cristallo   | 2:12      |           |           |           |           |           |           |
| 17.       | Ninna Nanna Per Adulteri                     | Cuore di mamma                      | 1:01      |           |           |           |           |           |           |
| 18.       | Astrazione Con Ritmo                         | Il serpente                         | 4:19      |           |           |           |           |           |           |
| 51:37     |                                              |                                     |           |           |           |           |           |           |           |

| Disque deux | Disque deux                         | Disque deux                       | Disque deux | Disque deux | Disque deux | Disque deux | Disque deux | Disque deux | Disque deux |
| No          | Titre                               | Film                              | Durée       |             |             |             |             |             |             |
| ----------- | ----------------------------------- | --------------------------------- | ----------- | ----------- | ----------- | ----------- | ----------- | ----------- | ----------- |
| 1.          | Trafelato                           | Giornata nera per l'ariete        | 2:30        |             |             |             |             |             |             |
| 2.          | Sensi                               | Un bellissimo novembre            | 2:45        |             |             |             |             |             |             |
| 3.          | Gli Intoccabili (Titoli)            | Gli intoccabili                   | 1:39        |             |             |             |             |             |             |
| 4.          | Fondate Paure                       | L’ucello dalle piume di cristallo | 2:45        |             |             |             |             |             |             |
| 5.          | L'Attentato (alternate version 1)   | L'Attentato                       | 2:38        |             |             |             |             |             |             |
| 6.          | Fueria D'Oppio                      | La dame aux camélias              | 5:54        |             |             |             |             |             |             |
| 7.          | 1970                                | Il gatto a nove code              | 8:39        |             |             |             |             |             |             |
| 8.          | Esplicitamente Sospeso              | Il serpente                       | 4:42        |             |             |             |             |             |             |
| 9.          | Sequenza 10                         | Sesso in confessionale            | 2:51        |             |             |             |             |             |             |
| 10.         | Paura E Aggressione (short version) | Giornata nera per l'ariete        | 1:54        |             |             |             |             |             |             |
| 11.         | Folle Folle                         | Gli occhi freddi della paura      | 3:42        |             |             |             |             |             |             |
| 12.         | Un Uomo Da Rispettare (Titoli)      | Un uomo da rispettare             | 11:39       |             |             |             |             |             |             |
| 50:15       |                                     |                                   |             |             |             |             |             |             |             |

## Accueil
Crime and Dissonance est sorti le 18 octobre 2005, via le label Ipecac Recordings, bien que sa sortie était initialement prévue pour le 6 septembre de la même année.
L’album a rencontré un accueil majoritairement positif de la part des critiques. Thom Jurek du site Allrovi a noté la collection quatre étoiles et demi sur cinq, la qualifiant d’« essentielle pour Morricone ». Jurek pensa que l’album permettait de montrer « une vision bien plus large de Morricone, non seulement comme compositeur, mais aussi comme expérimentateur sonore ». Joe Tangari de Pitchfork a donné à l’album 8 sur dix, le décrivant comme une « révélation mineure ». Tangari pensa que cette collection représentait la période la plus innovante de Morricone et loua la compilation de Bishop pour sa cohérence et sa fluidité. Joshua Klein du Washington Post dit de l’album qu’il comportait « des paysages sonores bizarres, des drones dissonants, une musique précurseur au sampledelica, des instruments curieux, des sons étranges et des chants fantasques ». Klein pensa que cette collection dépeignait Morricone comme un compositeur révolutionnaire et sûr de lui, risquant les sonorités épurées constituant sa marque de fabrique pour une expérimentation libre ».
Andy Battaglia de The AV Club donna à la compilation un A-, remarquant ses différences avec les œuvres plus connues de Morricone. Battaglia loua l’arrangement des morceaux, pensant qu’ils fondaient bien les uns dans les autres et commenta sur l’étendue des genres que la collection proposait. Danny Fasold de The Roanoke Times commenta sur la large variété de style que la compilation comportait, ajoutant que c’était la preuve que « Morricone délivrait toujours des choses intéressantes ». Cameron Macdonald de Stylus Magazine donna un A- à l’album, trouvant que le charme « kitsch » grand public des musiques de western plus connues rendait Crime and Dissonance encore plus « pertinent ». Cependant, Macdonald trouva le second disque de l’album plus faible, la nature « burlesque » de certaines pièces ne semblant pas à sa place. Dave Gurney de Tiny Mix Tapes donna à Crime and Dissonance trois étoiles et demi sur cinq, le désignant comme « un regroupement des œuvres les plus intransigeantes de Morricone ». Toutefois, Gurney se demanda à qui était destiné cette collection, croyant que cela n’intéresserait pas l’auditeur occasionnel et que, d’un autre côté, ça ne montrerait rien de nouveau aux collectionneurs assidus de Morricone. Une critique anonyme pour The Stranger décrit l’album comme une preuve que « le maestro ne se résumait pas qu’à son travail reconnu sur les western spaghetti de Sergio Leone ». La critique souligna l’étendue des genres présent dans la collection, qualifiant le résultat de « déluge de sons d’un autre monde, incessamment fascinant ».